# François de Versonnex

François de Versonnex, mentionné pour la première fois en 1417 et mort en 1462/1466, est un citoyen et homme politique de Genève.

## Biographie
Il est nommé syndic en 1417. En 1429 il fonde et fait construire à ses frais le premier collège de Genève, appelé collège de Rive, où l'enseignement des arts libéraux était gratuit. Le collège de Rive existe jusqu'en 1559, année de la création par Jean-Calvin de l'académie de Genève.
Il est également à l'origine de l'hôpital des "pauvres honteux", fondé à Rive en 1434, ainsi que de l'hôpital des Saints-Sébastien-et-Antoine, à la Madeleine en 1452.

## Postérité
En 1860, le conseil d'état donne son nom à une artère importante du quartier de Rive dans le secteur de Genève-cité.

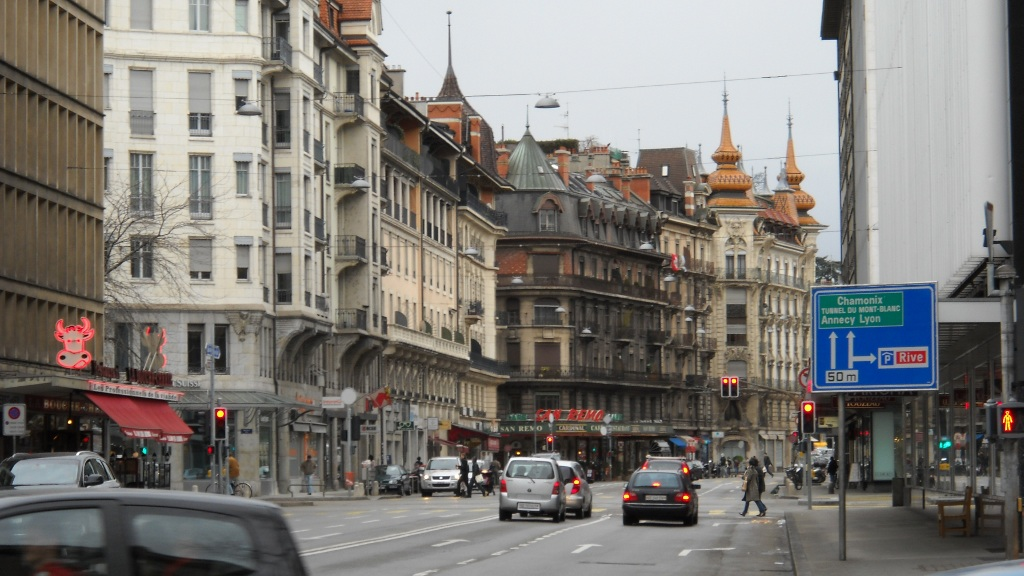
Rue François-Versonnex, Genève 04

En mai 1972, une plaque épigraphique est apposée sur la façade du collège de Candolle, bâtiment qui se trouve à l'emplacement présumé du collège de Rive.